# Galium maneauense
Galium maneauense là một loài thực vật có hoa trong họ Thiến thảo. Loài này được P.Royen mô tả khoa học đầu tiên năm 1983.